# Mick Gray
Mick Gray est un encreur de bande dessinée américain. Il est surtout connu pour sa collaboration avec le dessinateur J.H. Williams III, et notamment leur travail sur la série d'Alan Moore Promethea.

## Biographie
Après avoir commencé comme illustrateur technique dans la Silicon Valley, Mick Gray travaille avec Dan Vado le créateur du comics The Griffin alors édité par Slave Labor Graphics. Lorsque Vado est édité par DC Comics, Mick Gray le suit et ainsi se retrouve encreur chez DC. Il commence par encrer les décors avant d'être encreur principal pour des séries. Là il travaille sur de nombreux comics comme Batman, Superman et Promethea qui est récompensée par un prix Eisner en 2001.

## Récompenses
- 2001 : Prix Eisner du meilleur numéro (Best Single Issue) pour Promethea n°10 : Sex, Stars and Serpents (avec J.H. Williams III et Alan Moore)